# پرستاری بیهوشی
مجله پرستاری بیهوشی (به انگلیسی: Journal of PeriAnesthesia Nursing) یک مجلهٔ نقد همترازی پرستاری و مراقبت‌های بهداشتی است که در زمینه پرستاری بیهوشی، توسط انتشارات الزویر (Elsevier) به صورت سه‌ماهنامه منتشر می‌شود.
این مجله بوسیلهٔ پایگاه‌های دادهٔ سی‌آی‌ان‌ای‌اچ‌ال (CINAHL)، و اسکوپوس (Scopus) اندکس می‌شود.